# Phraser
Phraser è un software che utilizza algoritmi di apprendimento automatico per aiutare a creare descrizioni in linguaggio naturale per le reti neurali.

## Utilizzo
Phraser è stato progettato per semplificare il processo di creazione di prompt per le reti neurali. L'applicazione Web consente agli utenti di approfondire le varie impostazioni dei messaggi, tra cui lo stile, il tipo di contenuto, la qualità del colore e le impostazioni della telecamera, per generare messaggi ottimali adatti a un particolare modello di rete neurale.

## Caratteristica
L'applicazione supporta diverse reti neurali, tra cui DALL-E, Midjourney e Stable Diffusion, ed è anche in grado di creare immagini e file audio nell'interfaccia utente.